# Mecanismo de Watt

Representación animada del mecanismo de Watt

El mecanismo de Watt (también conocido como mecanismo paralelo) es un tipo de conexión mecánica inventada por James Watt en la que el punto central del sistema está dispuesto para desplazarse aproximadamente en una línea recta. Figuraba descrito en la especificación de la patente 1432 de Watt de 1784 de su motor de vapor.
También se utiliza en suspensiones de automóvil como mecanismo de guiado lateral, permitiendo el movimiento vertical del eje de un vehículo, pero impidiendo su desplazamiento lateral.[cita requerida]

## Descripción

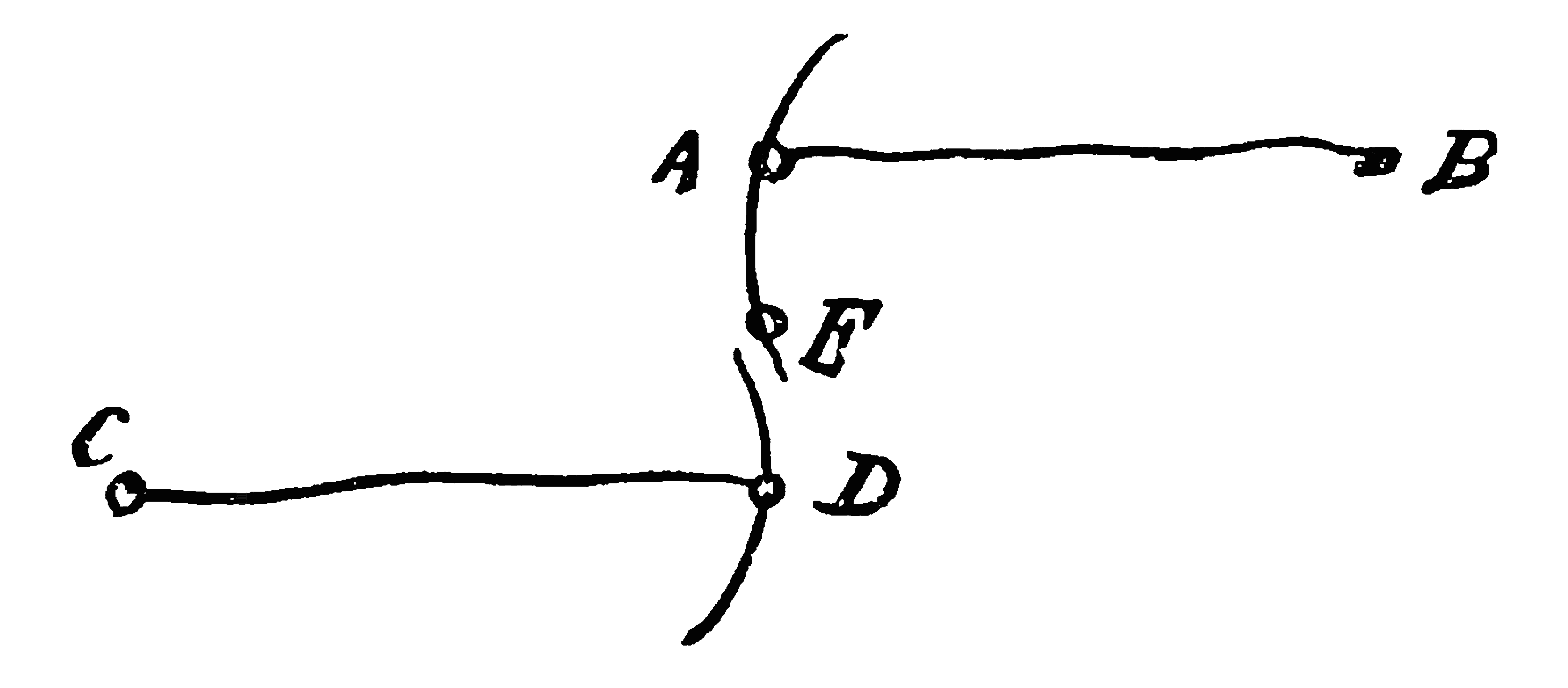
Esquema dibujado a mano alzada por James Watt (1808) en una carta a su hijo, describiendo cómo llegó al diseño del mecanismo.

El mecanismo de Watt consta de un sistema de tres barras articuladas, dos de ellas iguales y de mayor longitud que la barra central que las une, mucho más corta. Los extremos exteriores de las dos barras largas están articulados a dos puntos fijos. Así, contando la distancia entre estos dos puntos fijos, el mecanismo de Watt se considera como una conexión de cuatro barras.

## Historia

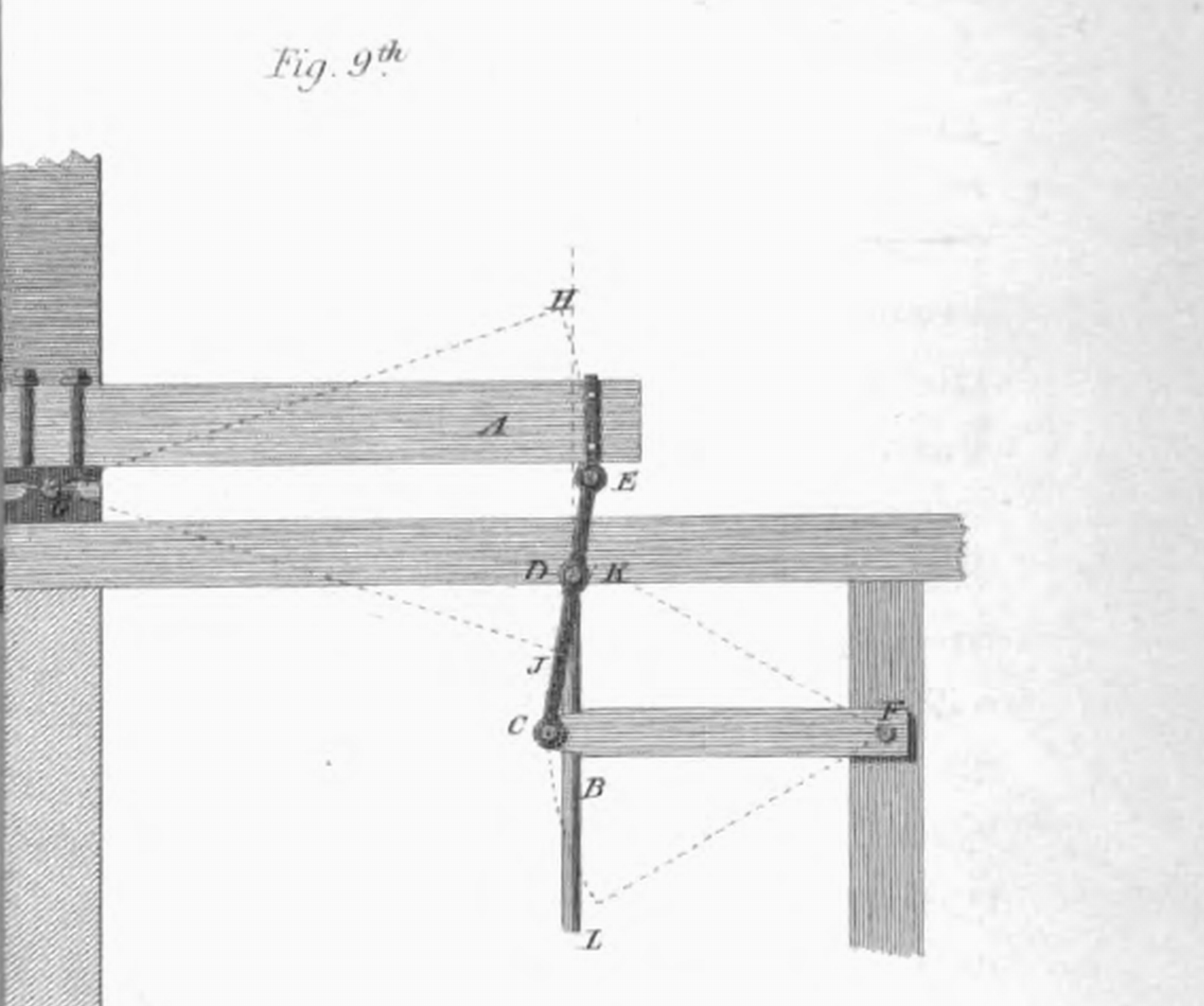
Figura 9 de la patente de James Watt (parte izquierda superior) mostrando el mecanismo de movimiento rectilíneo

El origen de la idea de utilizar este tipo de mecanismo figura en una carta de Watt a Matthew Boulton de junio de 1784.
Este tipo de mecanismo es uno de los varios tipos descritos por Watt en su especificación de patente del 28 de abril de 1784. Aun así, en su carta a Boulton describía un desarrollo del mecanismo que no fue incluido en la patente. El diseño ligeramente más tardío, denominado mecanismo de movimiento paralelo, es más compacto, y se sigue utilizando en motores de balancín oscilante.
El contexto de la innovación de Watt ha sido descrita por C. G. Gibson:
| Durante la Revolución Industrial, los mecanismos para convertir un movimiento rotativo en lineal eran ampliamente usados en maquinaria industrial y minera, locomotoras y dispositivos de regulación. Tales dispositivos tuvieron que combinar simplicidad de construcción con un grado alto de exactitud, y la capacidad de operar a gran velocidad y en periodos largos. Para muchos propósitos, aproximar el movimiento lineal es un sustituto aceptable del movimiento lineal exacto. Quizás el ejemplo mejor conocido es el mecanismo de cuatro barras, inventado por el ingeniero escocés James Watt en 1784. |

## Trayectoria descrita por el mecanismo
El mecanismo no genera un movimiento rectilíneo exacto, y de hecho Watt no necesitaba que así fuera. La trayectoria descrita es un arco de lemniscata (curva en forma de 'ocho'), coincidente con una lemniscata de Bernoulli si las dimensiones del mecanismo se eligen convenientemente. En una carta a Boulton del 11 de septiembre de 1784, Watt describe el mecanismo como sigue:
| Con las convexidades de los dos arcos, tendidas en sentidos contrarios, hay un cierto punto en la barra de conexión, que presenta muy poca variación sensible respecto a una línea recta. |

A pesar de que el mecanismo de Peaucellier-Lipkin, el mecanismo inversor de Hart, y otros sistemas generan ciertos movimientos rectilíneos, el mecanismo de Watt tiene la ventaja de su mayor simplicidad. Es similar al mecanismo de Chebyshov, una conexión diferente que también produce un movimiento aproximadamente rectilíneo (paralelo a la línea de los puntos de anclaje, mientras que en el sistema de Watt el movimiento es perpendicular).

## Aplicaciones

### Pistón de doble acción
Los primitivos motores de balancín de acción simple utilizaban una cadena para conectar el pistón a la viga unida a un contrapeso, trabajando satisfactoriamente para tareas como bombear el agua de las minas. Sin embargo, para los motores de doble acción era necesario adoptar un mecanismo de conexión que trabajase tanto a tracción como a compresión. Estos motores de vapor incorporaban un pistón accionado alternativamente por sus dos lados, doblando su potencia. El sistema utilizado por Watt (también inventado por él) en sus motores rotativos más tardíos se denominó "mecanismo de movimiento paralelo", un desarrollo del "mecanismo de Watt", pero utilizando el mismo principio. El pistón del motor está sujeto al punto central del mecanismo, dejándolo listo para actuar en las dos vigas exteriores de la conexión para empujar y tirar sobre ellas. El movimiento casi lineal de la conexión permite que este tipo de motor utilice una conexión rígida al pistón sin necesidad de guiarlo en el cilindro. Esta configuración también se traduce en un movimiento más uniforme de la viga que en el caso del motor de acción simple, haciendo más fácil el convertir su movimiento de vaivén en movimiento de rotación.
Un ejemplo del mecanismo de Watt se puede encontrar en los motores Crossness de 1865. En estos motores, la barra del pistón de baja presión utilizaba el mecanismo de movimiento paralelo convencional, mientras que para las presiones alta e intermedia la varilla no conectaba en el final de la viga, pues no había ningún requisito para reducir el espacio ocupado.

### Suspensión de automóvil

Mecanismo de Watt formando parte de la suspensión de un automóvil

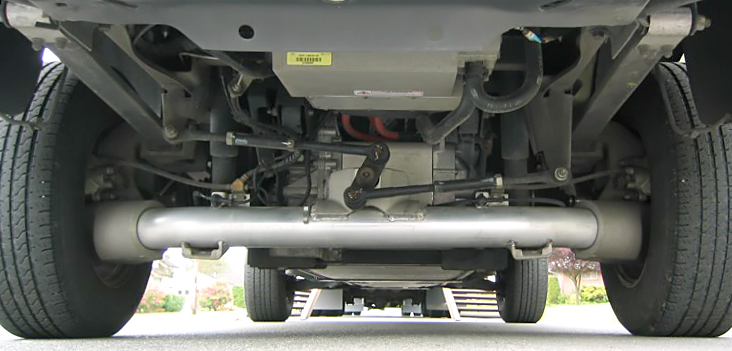
Mecanismo de Watt utilizado en un Ford Ranger EV de 1998

Imagen superior con el movimiento del mecanismo animado

El mecanismo de Watt es utilizado en el eje trasero de algunas suspensiones de automóvil como una mejora sobre el sistema de barras de Panhard, diseñado en los primeros años del siglo XX. Ambos sistemas pretenden impedir movimientos laterales relativos entre el eje y el chasis del coche. El mecanismo de Watt aproxima mejor el movimiento vertical en línea recta, evitando el desplazamiento lateral del eje del vehículo, siendo preferible al sistema de Panhard cuando las barras son cortas (es decir, en vehículos pequeños).
Consta de dos barras horizontales de igual longitud montadas en cada lado del chasis. En entre estas dos barras, se conecta una barra vertical de menor longitud. El centro de esta varilla vertical corta –el que describe el movimiento rectilíneo- está montado sobre el centro del eje. Todos los puntos del sistema de suspensión pueden rotar libremente en un plano vertical.
De alguna manera, el mecanismo de Watt puede considerarse como dos sistemas de barras Panhard opuestos. En el sistema de Watt, sin embargo, los movimientos opuestos se transmiten entre las barras largas a través de la barra vertical que las conecta entre sí.
El mecanismo puede ser invertido: en este caso el centro P está sujeto al chasis, y L1 y L3 se unen al eje. Esto reduce la masa no suspendida y cambia ligeramente su comportamiento cinemático. Este tipo de suspensión se utiluza en los  Supercars V8 australianos.
El mecanismo de Watt también se puede usar para impedir el movimiento del eje en la dirección longitudinal del coche. Esta aplicación implica la conexión de dos mecanismos de Watt, uno a cada lado del eje, montados paralelamente a la dirección de conducción, aunque lo más habitual es disponer en la suspensión una sola conexión de 4 barras.